# Calyptrogyne ghiesbreghtiana
Calyptrogyne ghiesbreghtiana är en enhjärtbladig växtart som först beskrevs av Jean Jules Linden och Hermann Wendland, och fick sitt nu gällande namn av Hermann Wendland. Calyptrogyne ghiesbreghtiana ingår i släktet Calyptrogyne och familjen Arecaceae.

## Underarter
Arten delas in i följande underarter:
- C. g. ghiesbreghtiana
- C. g. glauca
- C. g. hondurensis
- C. g. spicigera

## Bildgalleri

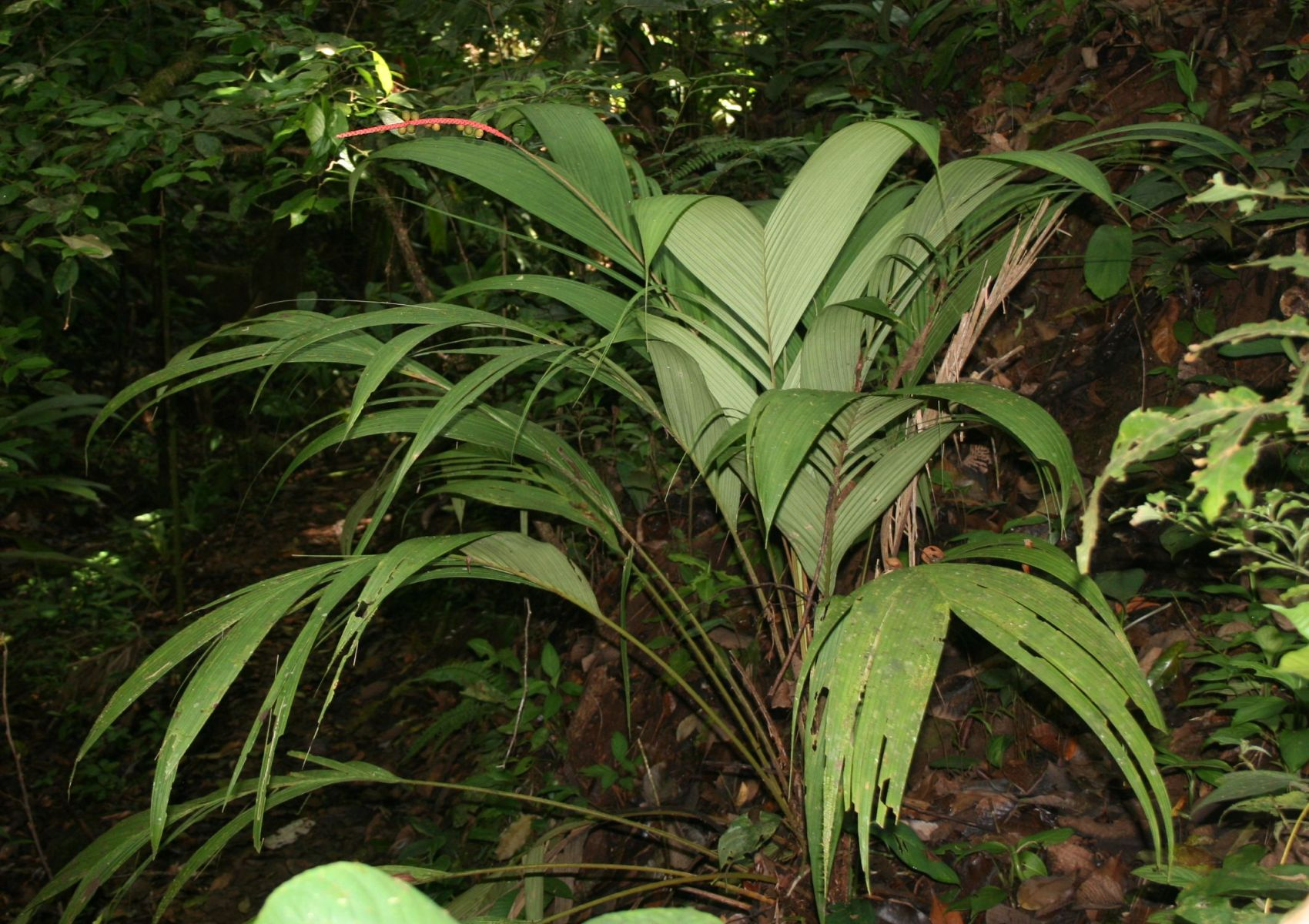